# Младший судья Верховного суда Канады
Мла́дшие су́дьи заседают на скамье Верховного суда Канады. Это звание жалуется восьми судьям этого Суда, не занимающим должность главного судьи Канады. При назначении младших судей они должны дать официальную присягу и быть пожалованы званием «почтенный» на время своей службы в этом качестве.
В течение службы в Верховном суде они подчиняются тем же нормам, что и главный судья Канады.
Провинция Квебек является единственной канадской провинцией, которая ввела у себя Гражданский кодекс, вследствие чего Закон о Верховном суде обязывает федеральное правительство обеспечивать, чтобы трое из девяти судей происходили из Квебека. Это требование введено для того, чтобы часть Суда имела достаточный опыт работы в единственной в Канаде провинции с гражданским правом.

## Список младших судей Верховного суда Канады
| Имя                         | Провинция               | Срок полномочий                     | Назначил на должность |
| --------------------------- | ----------------------- | ----------------------------------- | --------------------- |
| Уильям Джонстон Ритчи       | Нью-Брансуик            | 30 сентября 1875 — 1 ноября 1879    | Александр Макензи     |
| Сэмюель Генри Стронг        | Онтарио                 | 30 сентября 1875 — 13 декабря 1892  | Александр Макензи     |
| Жан-Тома Ташро              | Квебек                  | 30 сентября 1875 — 6 октября 1878   | Александр Макензи     |
| Телесфор Фурнье             | Квебек                  | 30 сентября 1875 — 12 сентября 1895 | Александр Макензи     |
| Уильям Александр Генри      | Новая Шотландия         | 30 сентября 1875 — 3 мая 1888       | Александр Макензи     |
| Сэр Анри-Эльзеар Ташро      | Квебек                  | 7 октября 1878 — 21 ноября 1902     | Александр Макензи     |
| Джон Уэллингтон Гвинн       | Онтарио                 | 14 января 1879 — 7 января 1902      | Джон Макдональд       |
| Кристофер Сэлмон Паттерсон  | Онтарио                 | 27 октября 1888 — 24 июля 1893      | Джон Макдональд       |
| Роберт Седжуик              | Новая Шотландия         | 18 февраля 1893 — 4 августа 1906    | Джон Томпсон          |
| Джордж Эдвин Кинг           | Нью-Брансуик            | 21 сентября 1893 — 8 мая 1901       | Джон Томпсон          |
| Дезире Жируар               | Квебек                  | 28 сентября 1895 — 22 марта 1911    | Макензи Боуэлл        |
| Сэр Луи Генри Дэвис         | Остров Принца Эдуарда   | 25 сентября 1901 — 23 октября 1918  | Уилфрид Лорье         |
| Дэвид Милс                  | Онтарио                 | 8 февраля 1902 — 8 мая 1903         | Уилфрид Лорье         |
| Джон Дуглас Армор           | Онтарио                 | 21 ноября 1902 — 11 июля 1903       | Уилфрид Лорье         |
| Уоллес Несбитт              | Онтарио                 | 16 мая 1903 — 4 октября 1905        | Уилфрид Лорье         |
| Альберт Клементс Киллам     | Манитоба                | 8 августа 1903 — 6 февраля 1905     | Уилфрид Лорье         |
| Джон Айдингтон              | Онтарио                 | 10 февраля 1905 — 31 марта 1927     | Уилфрид Лорье         |
| Джеймс Макленнан            | Онтарио                 | 5 октября 1905 — 13 февраля 1909    | Уилфрид Лорье         |
| Лаймен Пур Дафф             | Британская Колумбия     | 27 сентября 1906 — 17 мая 1933      | Уилфрид Лорье         |
| Фрэнсис Александр Энглин    | Онтарио                 | 23 февраля 1909 — 16 сентября 1924  | Уилфрид Лорье         |
| Луи-Филип Бродёр            | Квебек                  | 11 августа 1911 — 10 октября 1923   | Уилфрид Лорье         |
| Пьер-Базиль Миньо           | Квебек                  | 25 октября 1918 — 30 сентября 1929  | Роберт Борден         |
| Артюр Сириль Альбер Малуэн  | Квебек                  | 30 января 1924 — 1 октября 1924     | Уильям Кинг           |
| Эдмунд Лесли Ньюкомб        | Новая Шотландия         | 16 сентября 1924 — 9 декабря 1931   | Уильям Кинг           |
| Тибодо Ренфре               | Квебек                  | 1 октября 1924 — 8 января 1944      | Уильям Кинг           |
| Джон Хендерсон Ламон        | Саскачеван              | 2 апреля 1927 — 10 марта 1936       | Уильям Кинг           |
| Роберт Смит                 | Онтарио                 | 18 мая 1927 — 7 декабря 1933        | Уильям Кинг           |
| Лоренс Артур Дюмулен Кэннон | Квебек                  | 14 января 1930 — 25 декабря 1939    | Уильям Кинг           |
| Освальд Смит Кроккет        | Нью-Брансуик            | 21 сентября 1932 — 13 апреля 1943   | Ричард Беннет         |
| Фрэнк Джозеф Хьюз           | Онтарио                 | 17 марта 1933 — 13 февраля 1935     | Ричард Беннет         |
| Генри Хейг Дэвис            | Онтарио                 | 31 января 1935 — 30 июня 1944       | Ричард Беннет         |
| Патрик Кервин               | Онтарио                 | 20 июля 1935 — 1 июля 1954          | Ричард Беннет         |
| Альберт Блеллок Хадсон      | Манитоба                | 24 марта 1936 — 6 января 1947       | Уильям Кинг           |
| Робер Ташро                 | Квебек                  | 9 февраля 1940 — 22 апреля 1963     | Уильям Кинг           |
| Айвен Кливленд Ранд         | Нью-Брансуик            | 22 апреля 1943 — 27 апреля 1959     | Уильям Кинг           |
| Рой Линдсей Келлок          | Онтарио                 | 3 октября 1944 — 15 января 1958     | Уильям Кинг           |
| Джеймс Уилфред Эсти         | Саскачеван              | 6 октября 1944 — 22 января 1956     | Уильям Кинг           |
| Чарльз Холланд Локк         | Британская Колумбия     | 3 июня 1947 — 16 сентября 1962      | Уильям Кинг           |
| Джон Роберт Картрайт        | Онтарио                 | 22 декабря 1949 — 1 сентября 1967   | Луи Сен-Лоран         |
| Жозеф Оноре Жеральд Фотё    | Квебек                  | 22 декабря 1949 — 23 марта 1970     | Луи Сен-Лоран         |
| Дуглас Чарльз Эббот         | Квебек                  | 1 июля 1954 — 23 декабря 1973       | Луи Сен-Лоран         |
| Генри Грэттан Нолан         | Альберта                | 1 марта 1956 — 8 июля 1957          | Луи Сен-Лоран         |
| Рональд Мартленд            | Альберта                | 15 января 1958 — 18 февраля 1982    | Джон Дифенбейкер      |
| Уилфред Джадсон             | Онтарио                 | 5 февраля 1958 — 20 июля 1977       | Джон Дифенбейкер      |
| Роланд Элмон Ритчи          | Новая Шотландия         | 5 мая 1959 — 31 октября 1984        | Джон Дифенбейкер      |
| Эмметт Мэтью Холл           | Саскачеван              | 23 ноября 1962 — 1 марта 1973       | Джон Дифенбейкер      |
| Уишарт Флетт Спенс          | Онтарио                 | 30 мая 1963 — 29 декабря 1978       | Лестер Пирсон         |
| Луи-Филип Пижон             | Квебек                  | 21 сентября 1967 — 8 февраля 1980   | Лестер Пирсон         |
| Бора Ласкин                 | Онтарио                 | 19 марта 1970 — 27 декабря 1973     | Пьер Трюдо            |
| Роберт Джордж Брайан Диксон | Саскачеван              | 26 марта 1973 — 18 апреля 1984      | Пьер Трюдо            |
| Жан Бетц                    | Квебек                  | 1 января 1974 — 10 ноября 1988      | Пьер Трюдо            |
| Луи-Филип де Гранпре        | Квебек                  | 1 января 1974 — 1 октября 1977      | Пьер Трюдо            |
| Уиллард Зебеди Эсти         | Онтарио                 | 29 сентября 1977 — 22 апреля 1988   | Пьер Трюдо            |
| Ив Пратт                    | Квебек                  | 1 октября 1977 — 30 июня 1979       | Пьер Трюдо            |
| Уильям Роджерс Макинтайр    | Британская Колумбия     | 1 января 1979 — 15 февраля 1989     | Пьер Трюдо            |
| Жюльен Шуинар               | Квебек                  | 24 сентября 1979 — 6 февраля 1987   | Джо Кларк             |
| Антонио Ламер               | Квебек                  | 28 марта 1980 — 1 июля 1990         | Пьер Трюдо            |
| Берта Уилсон                | Онтарио                 | 4 марта 1982 — 4 января 1991        | Пьер Трюдо            |
| Жеральд Эрик Леден          | Онтарио                 | 29 мая 1984 — 30 ноября 1988        | Пьер Трюдо            |
| Жерар Лафоре                | Нью-Брансуик            | 16 января 1985 — 30 сентября 1997   | Брайан Малруни        |
| Клэр Л'Эрё-Дюбе             | Квебек                  | 15 апреля 1987 — 1 июля 2002        | Брайан Малруни        |
| Джон Сопинка                | Саскачеван              | 24 мая 1988 — 24 ноября 1997        | Брайан Малруни        |
| Шарль Гонтье                | Квебек                  | 1 февраля 1989 — 1 августа 2003     | Брайан Малруни        |
| Питер Кори                  | Онтарио                 | 1 февраля 1989 — 1 июня 1999        | Брайан Малруни        |
| Беверли Маклаклин           | Британская Колумбия     | 30 марта 1989 — 7 июля 2000         | Брайан Малруни        |
| Уильям Стивенсон            | Альберта                | 17 сентября 1990 — 5 июня 1992      | Брайан Малруни        |
| Фрэнк Иакобуччи             | Онтарио                 | 7 января 1991 — 30 июня 2004        | Брайан Малруни        |
| Джон Ч. Мейджор             | Альберта                | 13 ноября 1992 — 25 декабря 2005    | Брайан Малруни        |
| Мишель Бастараш             | Нью-Брансуик            | 30 сентября 1997 — 30 июня 2008     | Жан Кретьен           |
| Уилья Иэн Корнейл Бинни     | Онтарио                 | 8 января 1998 — 21 откября 2011     | Жан Кретьен           |
| Луиз Арбур                  | Онтарио                 | 15 сентября 1999 — 30 июня 2004     | Жан Кретьен           |
| Луи Лебель                  | Квебек                  | 7 января 2000 — 29 ноября 2014      | Жан Кретьен           |
| Мари Дешан                  | Квебек                  | 7 августа 2002 — 6 августа 2012     | Жан Кретьен           |
| Моррис Д. Фиш               | Квебек                  | 5 августа 2003 — 30 августа 2013    | Жан Кретьен           |
| Розали Абелла               | Онтарио                 | 4 октября 2004 — 1 июля 2021        | Пол Мартин            |
| Луиз Шаррон                 | Онтарио                 | 4 октября 2004 — 29 августа 2011    | Пол Мартин            |
| Маршалл Ротштейн            | Манитоба                | 23 февраля 2006 — 30 августа 2015   | Стивен Харпер         |
| Томас Кромвель              | Новая Шотландия         | 22 декабря 2008 — 31 августа 2016   | Стивен Харпер         |
| Майкл Дж. Молдавер          | Онтарио                 | 21 октября 2011 — 1 сентября 2022   | Стивен Харпер         |
| Андромак Каракацанис        | Онтарио                 | 21 октября 2011 — наст. время       | Стивен Харпер         |
| Ришар Вагнер                | Квебек                  | 21 октября 2011 — 18 декабря 2017   | Стивен Харпер         |
| Клеман Гаскон               | Квебек                  | 9 июня 2014 — 15 сентября 2019      | Стивен Харпер         |
| Сюзанн Коте                 | Квебек                  | 1 декабря 2014 — наст. время        | Стивен Харпер         |
| Расселл Браун               | Альберта                | 31 августа 2015 — 12 июня 2023      | Стивен Харпер         |
| Малькольм Роу               | Ньюфаундленд и Лабрадор | 28 октября 2016 — наст. время       | Джастин Трюдо         |
| Шейла Мартин                | Альберта                | 18 декабря 2017 — наст. время       | Джастин Трюдо         |
| Николя Казирер              | Квебек                  | 16 сентября 2019 — наст. время      | Джастин Трюдо         |
| Махмуд Джамал               | Онтарио                 | 1 июля 2021 — наст. время           | Джастин Трюдо         |
| Мишель О’Бонсавин           | Онтарио                 | 1 сентября 2022 — наст. время       | Джастин Трюдо         |
| Мари Моро                   | Альберта                | 6 ноября 2023 — наст. время         | Джастин Трюдо         |